# Scutulana pezata
Scutulana pezata är en kräftdjursart som beskrevs av Bruce1996. Scutulana pezata ingår i släktet Scutulana och familjen Cirolanidae. Inga underarter finns listade i Catalogue of Life.